# Дал (озеро)
Дал — озеро в Сринагаре, летней столице Джамму и Кашмира, Индия. Это второе по величине в штате городское озеро называют «Драгоценный камень в короне Кашмира» или «Сринагарское сокровище». Озеро является не только туристической достопримечательностью, но и источником доходов для рыбаков и собирателей водных растений. Объём воды — 0,00983 км³.
Береговая линия озера, около 15,5 км, обустраивалась с могольских времён парками, каналами, отелями. Моголы разбили сады с видом на озеро, например Шалимар-Багх и Нашат-Багх, построенные при моголе Джахангире. Роскошные шикары придают озеру сказочный вид. Если зимняя температура падает до −11 °C, то озеро замерзает.
Площадь озера составляет 18 км², но вместе с болотами, затопленными полями, плавающими садами и каналами общая площадь равна примерно 21,1 км². Плавающие сады, называемые «Рад» в кашмири, покрыты лотосом в июле и августе. Выделяют четыре водосборных бассейна: Гагрибал, Локут Дал, Бод Дал и Нагин (иногда Нагин считают отдельным озером). Локут-дал и Бод-дал имеют острова в центре, называемые Руп Ланк (или Чар Чинари) и Сона Ланк соответственно.
В настоящее время озеро и могольские сады проходят несколько этапов восстановления в связи с эвтрофикацией озера. Инвестиции, выделенные правительством Индии, составили 275 миллионов долларов США (11 миллиардов рупий).

## История
Древние записи отмечали, что место близ селения Исабар, к востоку от озера Дал, было посвящено богине Дурге.
Это место на берегу озера называли Сурешвари, рядом били источники Сатадхара.
Могольские правители решили сделать Кашмир своей летней резиденцией ввиду его привлекательности. Климат Кашмира был довольно мягким для Индии, а в окрестностях озера было много источников, поэтому моголы стали разбивать вокруг озера сады, строить дворцы и павильоны. После смерти Аурангзеба в 1707 году начался распад могольской империи, Пуштуны вторглись в Кашмир и присоединили его к Дуранийскому государству, они правили несколько десятилетий. В 1814 году сикх Ранджит Сингх присоединил Кашмир к своему государству, вскоре наместники Кашмира соединили Кашмирскую долину, Джамму, Гилгит-Балтистан, Ладакх и некоторые другие горные районы. Проблемы, созданные тогда, не разрешены до сих пор.

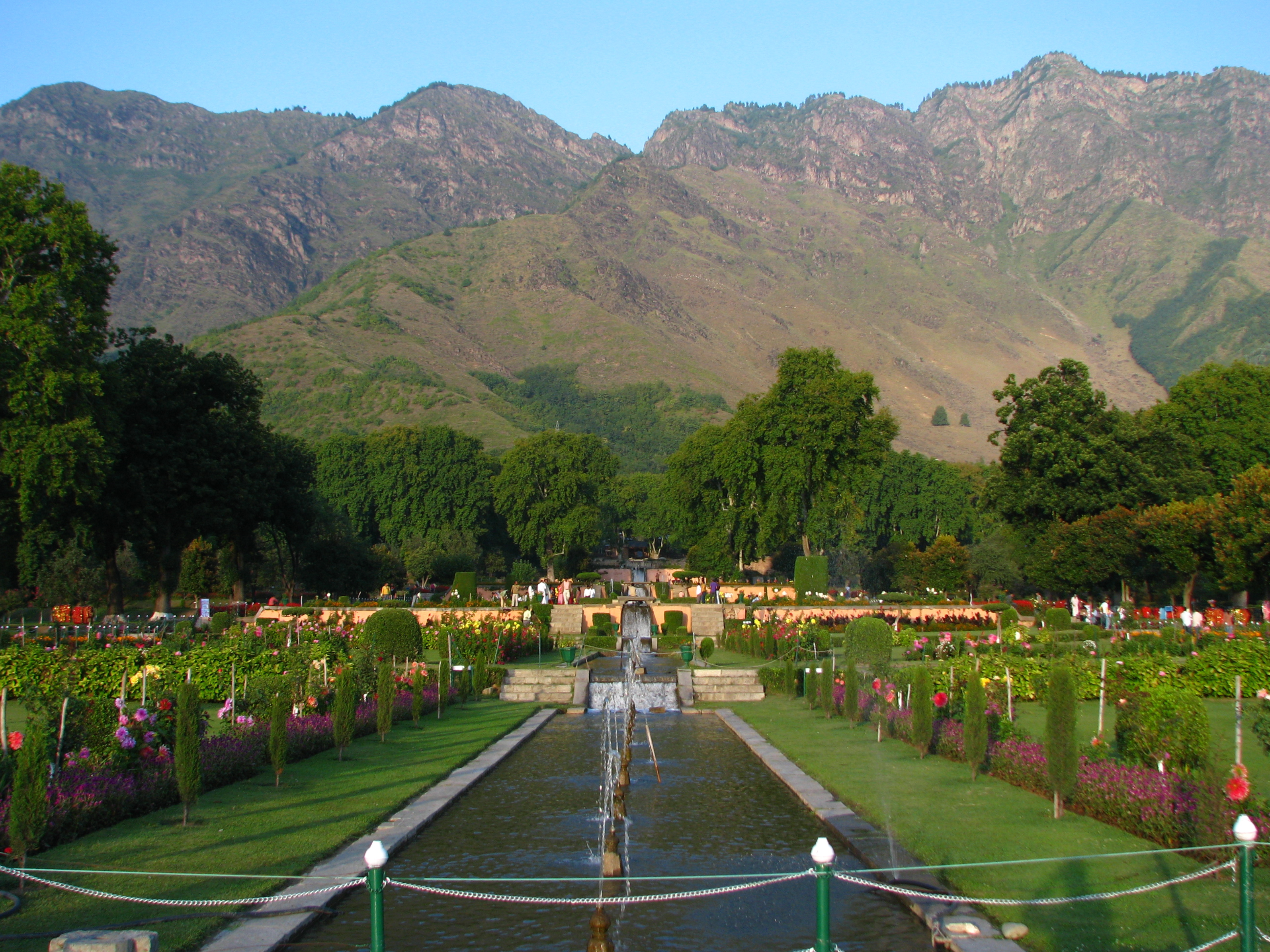
Могольский сад Нишад Багх

При Британском Радже (правление Британцев), Сринагар вновь получил свой курортный статус: англичанам был более приятен мягкий климат долины, а Гималаи придавали очарования Кашмиру. Температура озера была измерена и колебалась зимой от −1 до 11 °C зимой и 12-30 °C летом. Если зимой температура воздуха падала до −11 °C, то озеро начинало замерзать. Хотя Догры-правители Кашмира (сикхи сделали Гулаба Сингха из клана Джамвал, который выделился из Догра, наместником Кашмира, вскоре он отделился от сикхов) ограничили право англичан на строительство домов в Кашмире, они быстро нашли способ обойти запрет и стали покупать дома-лодки на озере Дал. Тогда говорили «каждый из них — это маленький кусочек Англии, плавающий по озеру Дал».
После обретения независимости многие люди продолжили жить в домах-лодках, появились лодки-сады, лодки-мастерские и лодки-отели. Шикары-дома на озере Дал стали негласным символом Сринагара. Несмотря на войны, кашмирцы стараются популяризировать Сринагар и озеро Дал «как драгоценный камень в кашмирской короне».

## Физические свойства

### Топография
Озеро находится в пределах обитаемой зоны, покрывающей 316 км² в Забарванской долине, в Кашмирской долине, окружённой Гималаями. Озеро лежит к востоку и северу от Сринагара и покрывает 18 км². Включая заросли Лотоса, оно занимает 21,2 км² (иногда площадь указывается в пределах 22—24 км²). От основного озера отделены дамбами озёра Нехру Парк, Нишат, Хазратбал, Нагин и Барари Намбад. Озёра соединены каналами, по которым можно плавать на лодке.
Озеро расположено на высоте 1583 метра. Глубина колеблется от 6 до 2,5 метров. Длина — 7,44 км, ширина — 3,5 км. Озеро имеет береговую линию 15,5 км, вдоль которой дорога идёт по берегу, вокруг озера. В последнее время наметилось размывание берега, и были предприняты меры для его сохранения. В озере есть два острова, которые замедляют приток воды, поэтому на одном краю озеро отступило, оставив множество болот, планируется их осушить и построить жилые районы.

### Геология
Есть две теории об образовании озера. По одной версии, это пост-ледниковое озеро, другая теория считает озеро речным по происхождению или старицей Джелама. Речная система показывает, что породы в районе имеют низкий показатель пористости. Петрология выделяет в районе озера магматические, метаморфические и осадочные горные породы. Местная геологическая система характеризуется неоднородностью и разрывами пород, что можно выяснить, изучив направление течения и углы пересечения рек. Склоны холмов постепенно размываются грунтовыми водами, поэтому в долине много родников. Сейсмическая активность в долине относится в V категории сейсмических районов Индии, то есть высока вероятность землетрясений с магнитудой 9. В 2005 году в Кашмире было зафиксировано землетрясение в 7,6 магнитуды, которое привело к гибели людей и разрушению домов.

### Гидрология
Озеро питается потоками Дичигам-Телбал Наллах, Дара Наллах («Наллах» значит «поток») и другими небольшими потоками. Озеро относят к типу тёплое мономиктическое в субтропической озёрной категории. Родники также питают озеро, но конкретных количественных данных пока нет.
Гидрологические исследования озера затруднительны из-за сложного рельефа и активного хозяйственного использования озера: в некоторых местах строят дамбы, в других воду отводят на рисовые поля. Летом в долине выпадает около 655 мм осадков, вместе с тающими снегами приток воды сильно поднимает уровень озера. Максимальный расход потока Телбал Наллах оценивается в 141,5 м³/с; в 1973 было крупнейшее зарегистрированное наводнение. Средний годовой сток — 291,9 млн кубических метров, Телбал Налах даёт 80 %, 20 % приходится на остальные. Есть два выхода из озера: Далгейт и Амир Кхан Наллах, они соединяют озёра Нагин и Анчар. Далгейт контролируется плотиной и шлюзами. Отток по ним оценивается в 275,6 млн м³ в год. Кроме того, ил переносится в количестве 80 000 тонн за год, из них 70 % уносит Таллабал Наллах, и 36 000 тонн оседает в озере.

## Флора и фауна

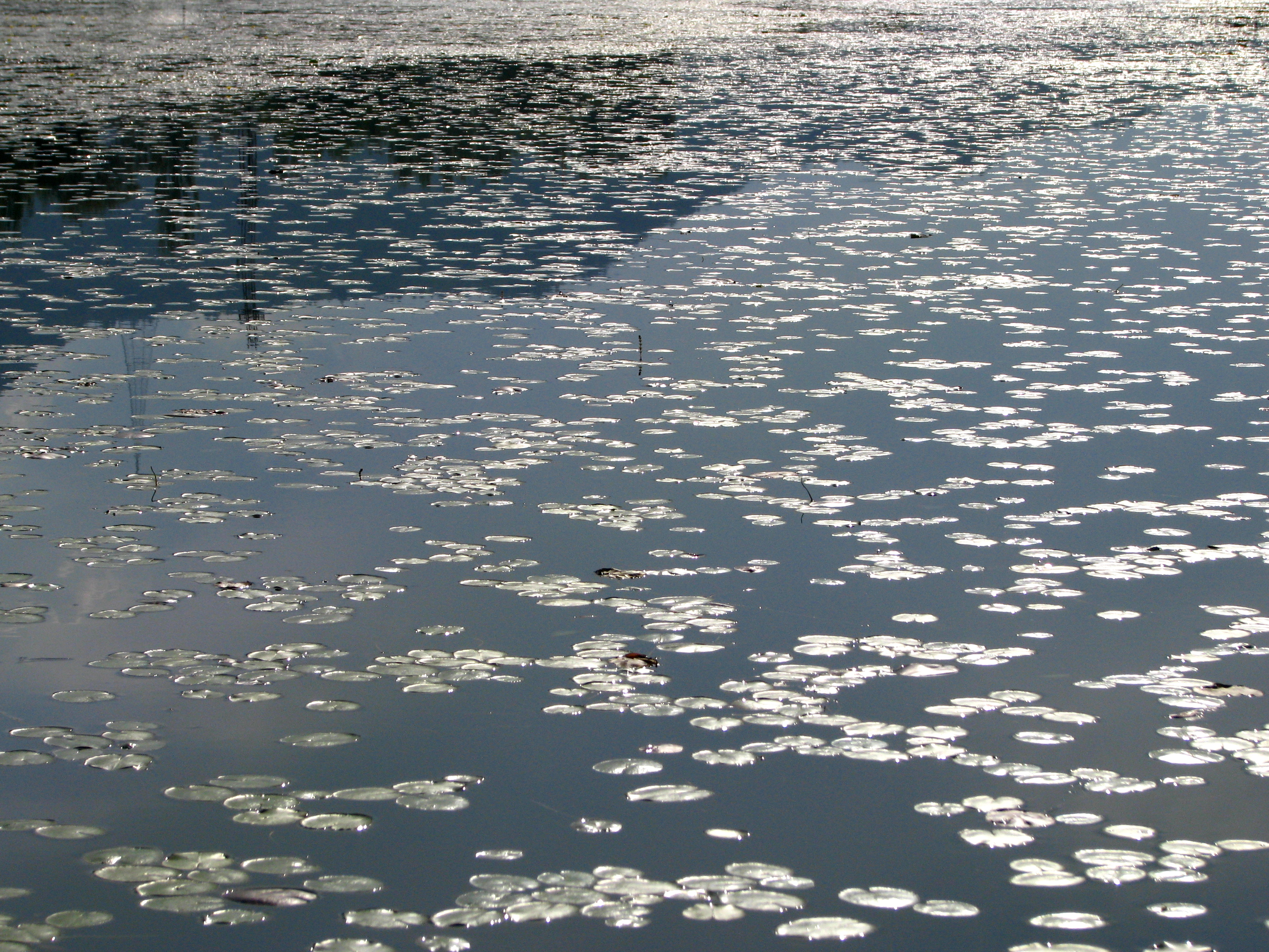
Лилии на озере

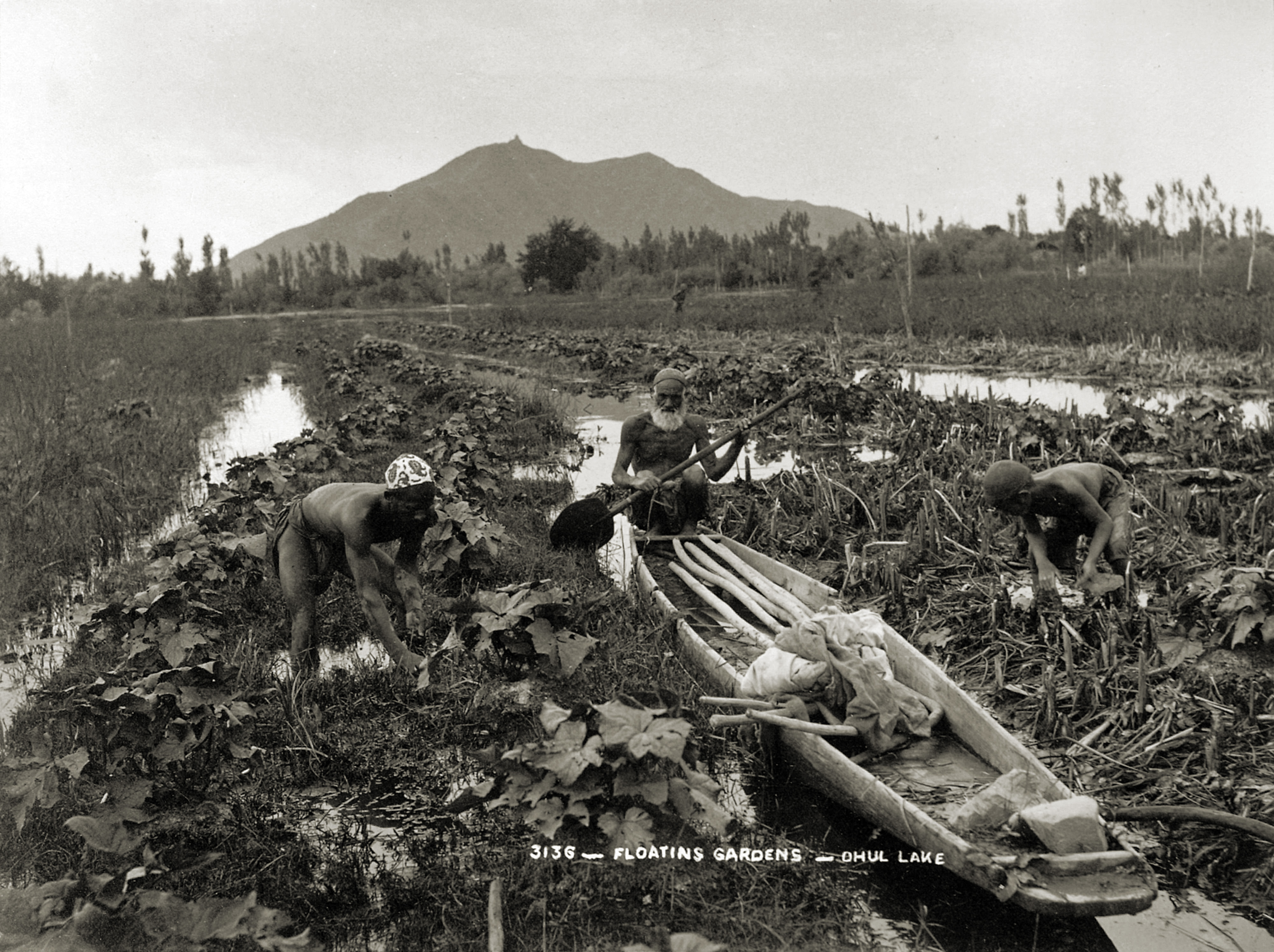
Плавучие сады на озере

Экосистема озера богата макрофитами, плавучими растениями и фитопланктоном. Макрофиты озера насчитывают 117 видов, включая 69 родов и 42 семьи. В июле и августе на озере цветёт лотос Комарова или орехоносный. Плодовитый рост роголистника в этой зоне связывался с Myriophyllum spicatum и Potemogetton lucens, ставших доминирующими видами. Другие макрофиты в районе озера включают Typho angustata, Тростник обыкновенный, Уруть, Ежеголовник и Myriophyllum verticillatum. Различные виды растений живут на поверхности воды: Лотос Комарова, Кувшинка белая, N.Tertagonia, N.Candida, Болотноцветник щитолистный, Salvinia natans (Сальвиния), Hydrocharis dubia (Водокрас), Кувшинка и Рдест плавающий, все вместе они заняли 29,2 % поверхности озера. Фитопланктон включает Navicula radiosa, Nitzschia accicularis, Fragilaria crotonensis, Diatoma elongatum, Scenedesmus bijuga, Pediastrum duplex, Tetraedron minimum, Microcystis aeruginosa и Merismopedia elegans.
С 1934 года обнаружены некоторые важные изменения в биосистеме озера, а именно сокращение числа видов Хара, и, наоборот, увеличение площадей, покрытых Сальвиниевыми с 1937. На берегах обнаружено сокращение видов макрофитов, за счёт увеличения Роголистника и Урути.
Деревья озера представлены видами: Мелия, Айлант, Робиния, Волчеягодник, каменое дерево, Роза, Хвойник, Pinus roxburghii, Сосна алеппская, Pinus gerardiana, Кипарис гималайский и Кипарис аризонский. Рис, пшеница и кормовые культуры издавна выращиваются жителями долины.
Помидоры, огурцы и дыни выращиваются жителями в плавучих садах (или «Рад» на кашмири). Сады состоят из войлоков, между которыми насыпается земля. Войлоки с землёй плавают по озеру, и жители выращивают на них растения. При необходимости их закрепляют якорями. Считается, что овощи из плавучих садов обладают улучшенными вкусовыми качествами.
Фауна состоит из зоопланктона, бентоса и рыбы. Зоопланктон озера включает Keratella cochlearis, K. serrulata, Botryotinia fuckeliana, Brachionus plicatilis, Monostyla bulla, Alona monocantha, Циклопы (семейство) and Mesocyclops leukarti. Бентос включает Chironomus sp. и Tubifex sp. Рыбы включают карпа (промысловый вид), C. carpio communis, Schizothorax niger, S. esocinus, S. curviformis и Crossochelius latius. Сообщается, что карпы, которые развелись в озере с 1960-х годов, начали вытеснять из озера карабалык.

### Рыболовство
После сельского хозяйства рыбная ловля является важной отраслью кашмирского хозяйства и служит источником питания многих людей. С 1950—1960-х годов в озере развёлся карп, и теперь он составляет 70 % улова. Местные рыбаки используют сети из 6 частей с диаметром 6 метров. Сброс в озеро промышленных отходов привёл к сокращению уловов, но правительство штата предпринимает меры по восстановлению запасов озера. Рыбаки используют лодки из деодара размером 6×1,2 метра.

## Охрана окружающей среды
Озеро тёплое мономиктическое (смешанного типа), и pH меняется от минимума 7,2 до максимума 8,8 в течение года. Насыщение кислородом [mg l−1] от минимума 1,4 до максимума 12,3 в течение года. Зафиксированный максимум азота (NH4-N [micro l−1] 1355 на поверхности и 22 на дне озера. Фосфор, выраженный в «Total-P» [micro l−1], колеблется от 577 к 35 за год. Температура воды меняется от 3 °C градусов в январе до 26 °C в июне. Прозрачность от 1,95 м в июле до 0,53 м в марте.
Анализы 1983—84 годов свидетельствуют о снижении качества воды по сравнению с 1965—66 годами. Канализационные стоки привели к увеличению азота и фосфора. В год в озеро сбрасывают до 400 тыс. тонн жидких отходов.

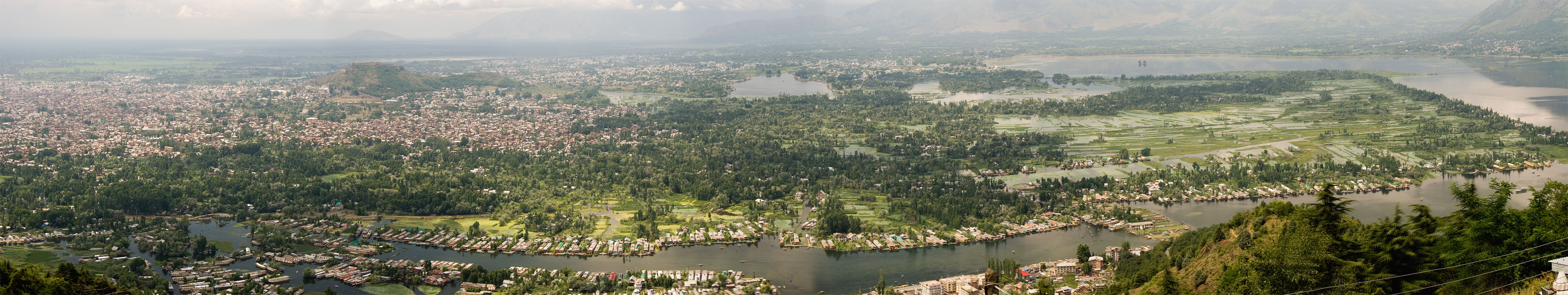
Панорама озера Дал

В настоящее время эвтрофикация стала главной угрозой озеру: берега деградируют, площадь зеркала сократилась с 22 до 18 км², сбросы отходов и разрушение дренажных каналов привели к тому, что озеро перестало самоочищаться и стало засоряться мусором, зарастать сорняками. Правительство принимает меры по сохранению озера.

### Судебные споры и восстановительные работы
Ухудшающееся состояние озера стало предметом общественной дискуссии. Правительство создало независимую экспертную группу, которая опубликовала доклад «Сохранение и рациональное использование озера Дал». Этот доклад стал основой проекта по восстановлению его экосистемы.
Дело озера Дал дошло до верховного суда Индии, так как организация «Иски права общественных интересов» подала коллективный иск против промышленников, сбрасывающих отходы в озеро. От ответчиков требовалось оплатить издержки по проведению восстановительных работ, оборудовать канализацию и очистительные системы. Иск подан в 2001 году. Суд отложил рассмотрение дела. К 2005 году восстановительные работы начались за счёт штата. Объём работ по плану сохранения озера очень большой. На первом этапе планируется укрепить берега озера и прочистить каналы. Правительство наложило временный запрет на строительство на берегу озера. Также правительство выделило средства на компенсации местным жителям, которым пришлось прекратить заниматься выращиванием растений или выпасом скота на берегах озера. К 2010 году было выполнено 40 % работ этого этапа.

## Достопримечательности и водопользование
Озеро часто посещается местными жителями и туристами, особенно в летнее время. Для местных жителей озеро часто является источником пищи из плавучих садов или рыбы. Сорняки из озера идут на компост, его также используют при разливах Джелама. Плавание, катание на лодках, на лыжах по льду (суровыми зимами озеро может замёрзнуть), сплав на каноэ — популярные виды водного спорта.
Вокруг озера собрано много памятников истории и архитектуры старого Кашмира. В стороне от Шалимар Багх и Нишат Багх, часто посещаются туристами Храм Шанкарачарьи, Хари Парбат, озеро Нагин, Чашме-Шахи, Хазратбал, и знаменитые дома-лодки Шикары.

### Остров Чар-Чинар
Это известное в городе место — небольшой островок посреди озера Дал с четырьмя Чинарами (Platanus orientalis) назван «Чар-Чинар». «Чар» — «четыре» на урду и хинди.

### Озеро Нагин

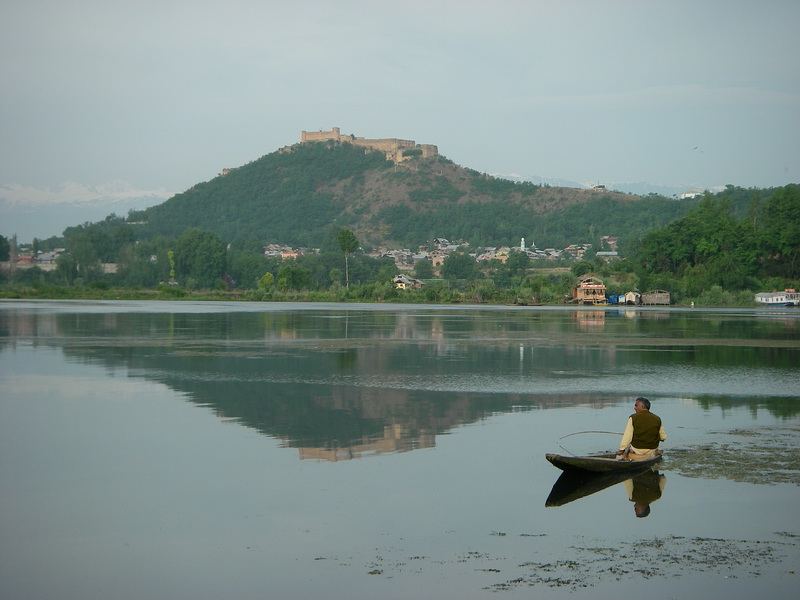
Озеро Нагин

Нагин — часть озера Дал, отделённая дамбой, открытой для пешеходов и велосипедов. Здесь же проходит городской водопровод. Озеро ограничено холмом Шанкарачарьи (Такхт-и-Сулейман) на юге и Хари Парбат на западе, и оно расположено у подножия холма Забарван. Ивы и тополи растут на берегах озера.

### Чашме-Шахи
Чашме-Шахи значит «царский источник», родник с целебной водой и садом вокруг. Он находится над мемориальным парком Неру. Этот самый маленький могольский сад Сринагара занимает 108×38 метров и имеет три террасы, акведук, водопады и фонтан. Али Мардан Хан разбил сад в 1632 году так, чтобы родник питал фонтан. От фонтанов вода течёт по специальным желобам через несколько водопадов и капает на отполированный чёрный камень. Вода также подведена к небольшому святилищу Часма-Сахиби.

### Храм Шанкарачарья
Священный Храм Шанкарачарьи, известный как Джэстетствара, стоит на вершине холма в 300 метров высотой. Это место называлось Гопадри и в 250 году до н. э. здесь был построен буддийский храм. Вероятно, его построил один из сыновей Ашоки Великого. В VII веке его перестроил император Кашмира Муктапида Лалитадитья. Философ Шанкарачарья остановился в этом храме для диспута и лекции по веданте.
В основе храма высокий (6,1 метра) восьмиугольный постамент, сам храм небольшой и круглый в сечении, от земли к нему ведёт лестница, когда-то покрытая надписями, к основанию лестницы можно подъехать на машине. Позднее на потолке храма была высечена генеалогия моголов начиная с Шах-Джахана. В святая святых находится маленький бассейн с водой, в котором установлен Шива-лингам, обвитый змеёй. Более 100 лет назад над храмом был купол, но теперь его из-за ветхости заменили кирпичной крышей.

### Хари-Парбат

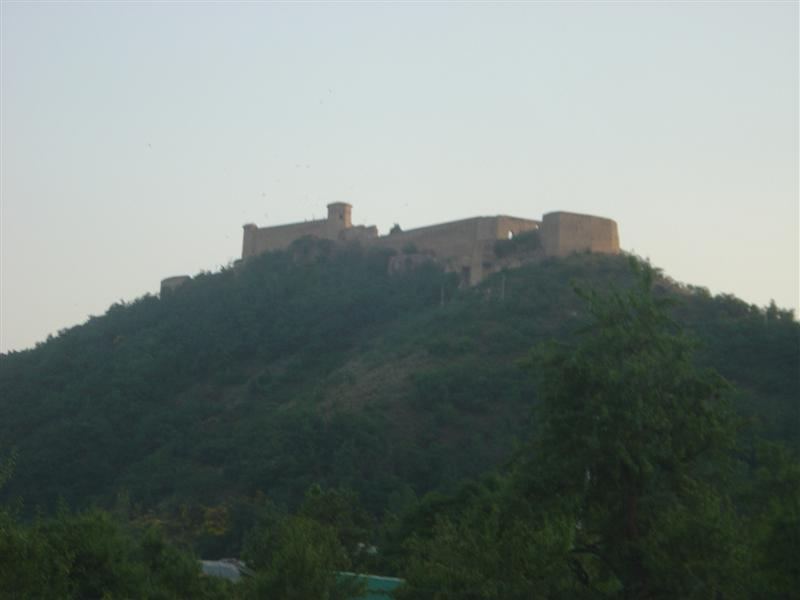
Хари-Парбат от Бадам-Вир (Алмондский сад), Сринагар

Хари-Парбат или Могольский форт стоит на холме и господствует над Сринагаром. Его построил могольский император Акбар-хан в 1590 году. При моголах форт так и не был достроен. Достроили его намного позже, в 1808 году, во время правления Шуджа-Шах Дуррани. В форте есть мечеть, индуистский храм и сикхское святилище. По легенде, этот холм когда-то был скалой, которую боги сбросили на демонов, живших в долине.

### Шикары и дома на воде

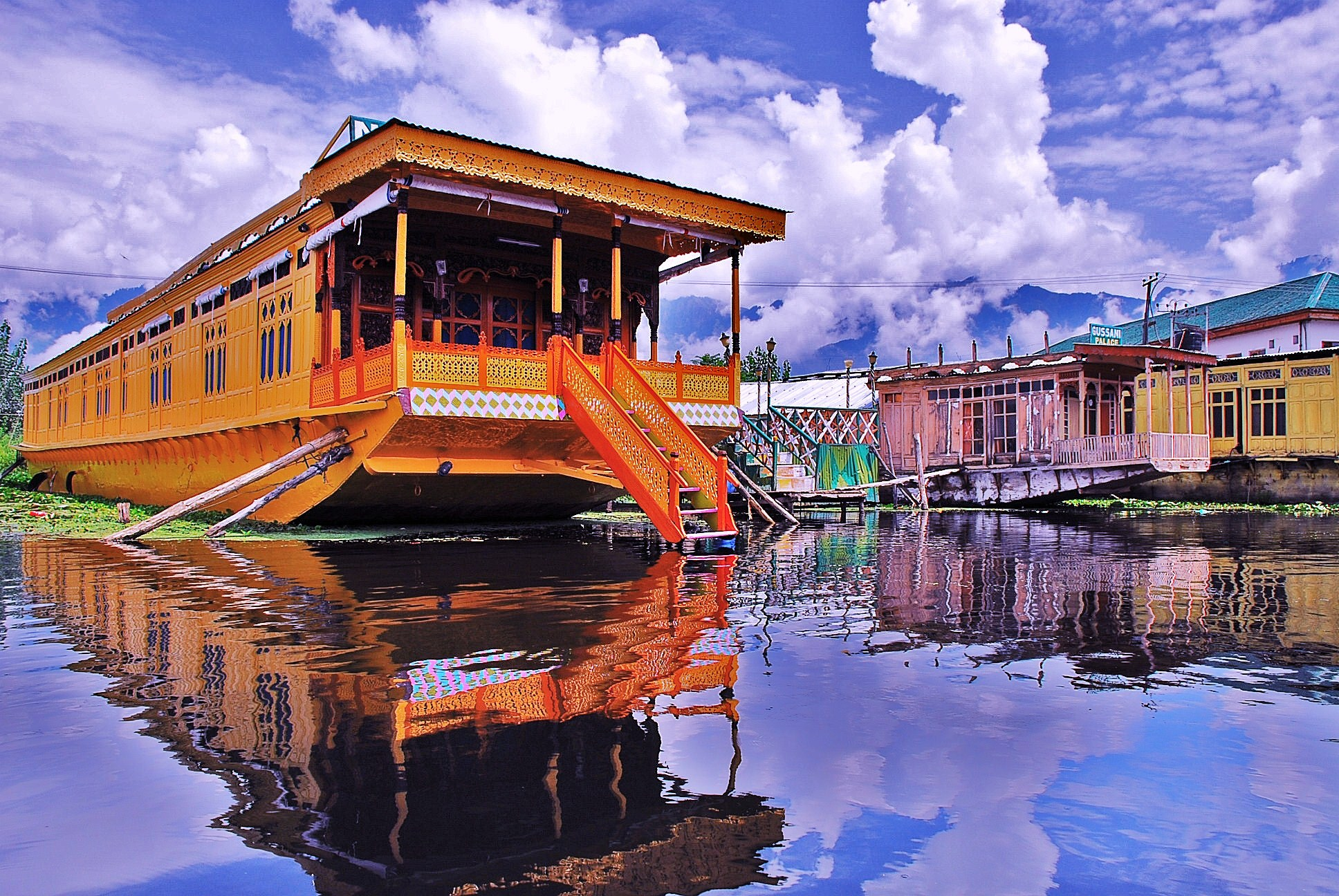
Дом-лодка, самый дорогой отель города

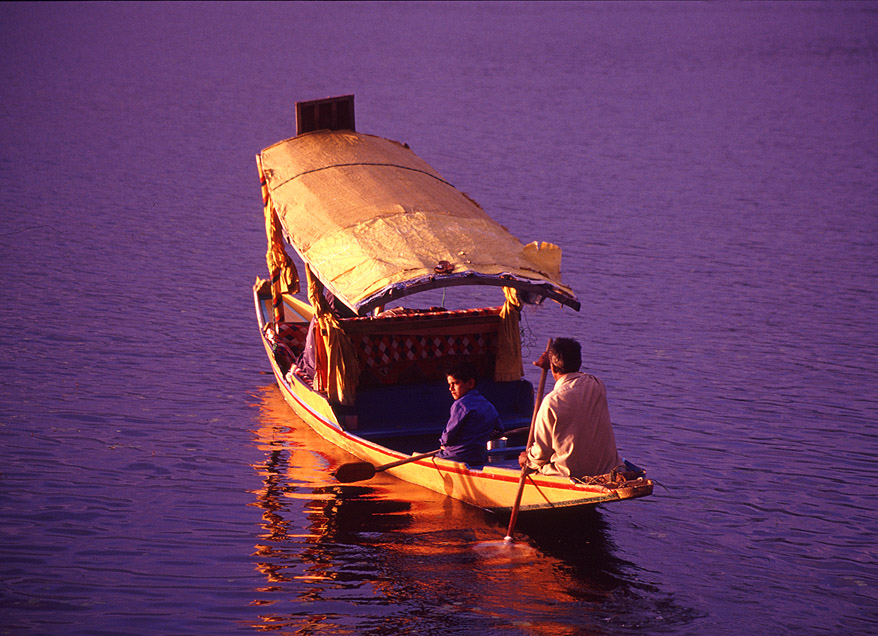
Шикара

С XIX века в Сринагаре стали появляться огромные шикары, строящиеся как плавучие дома. Их делали из кедровых деревьев и они достигали 24—38 метров в длину и 3—6 метров в ширину. Впоследствии эти лодки стали роскошными (по меркам Кашмира) отелями с комнатами, палубой, кухней, столовой и другими помещениями. Их швартовали у берега и скрепляли между собой, чтобы не было качки.
Отели-шикары имеют парк роскошных небольших лодок для переправ на берег. Малые шикары длиной 4,6 метров используют как такси, магазины, мастерские и как прогулочные лодки для туристов. Крестьяне плавают в шикарах в свои плавучие сады и работают, часто не слезая в воду. Есть роскошные шикары с резными украшениями и балдахином для туристов. Шикара-цветочный магазин стала неофициальным символом Сринагара. В шикарах обычно бывает два лодочника в Фиронах (традиционная одежда), зимой гостям дают Кангер — горшок с горячим углём для обогрева. Шикары вмещают шесть человек, гостям дают подушки в «могольском» стиле для удобства. Многие лодочники организуют экскурсии на шикарах за пределы Дал, например по Джеламу или его притокам, лодки плывут под старинными мостами, после чего открывается вид на Пир-Панджал.

### Хазратбал
Хазратбал, (урду حضرت بل‎, дословно: Величественное место), также Хазрат Бал, Ассар-и-Шарифе, Мадинат-ус-Сани, или просто Даргах Шариф, мечеть, расположенная на левом берегу озера Дал, мусульмане считают её самой священной в Кашмире. Реликвия Мой-и-Муккадас якобы содержит волос с головы Мухаммеда. Согласно легенде, в 1635 году Саид Абдулла, потомок пророка из Медины, привёз реликвию в Биджапур. Его сын Саид Хамид был лишён моголами поместья, он больше не мог заботиться о реликвии и передал её Ходже Нур-уд-Дину Ишбари, который привёз её в Кашмир.

## Транспорт

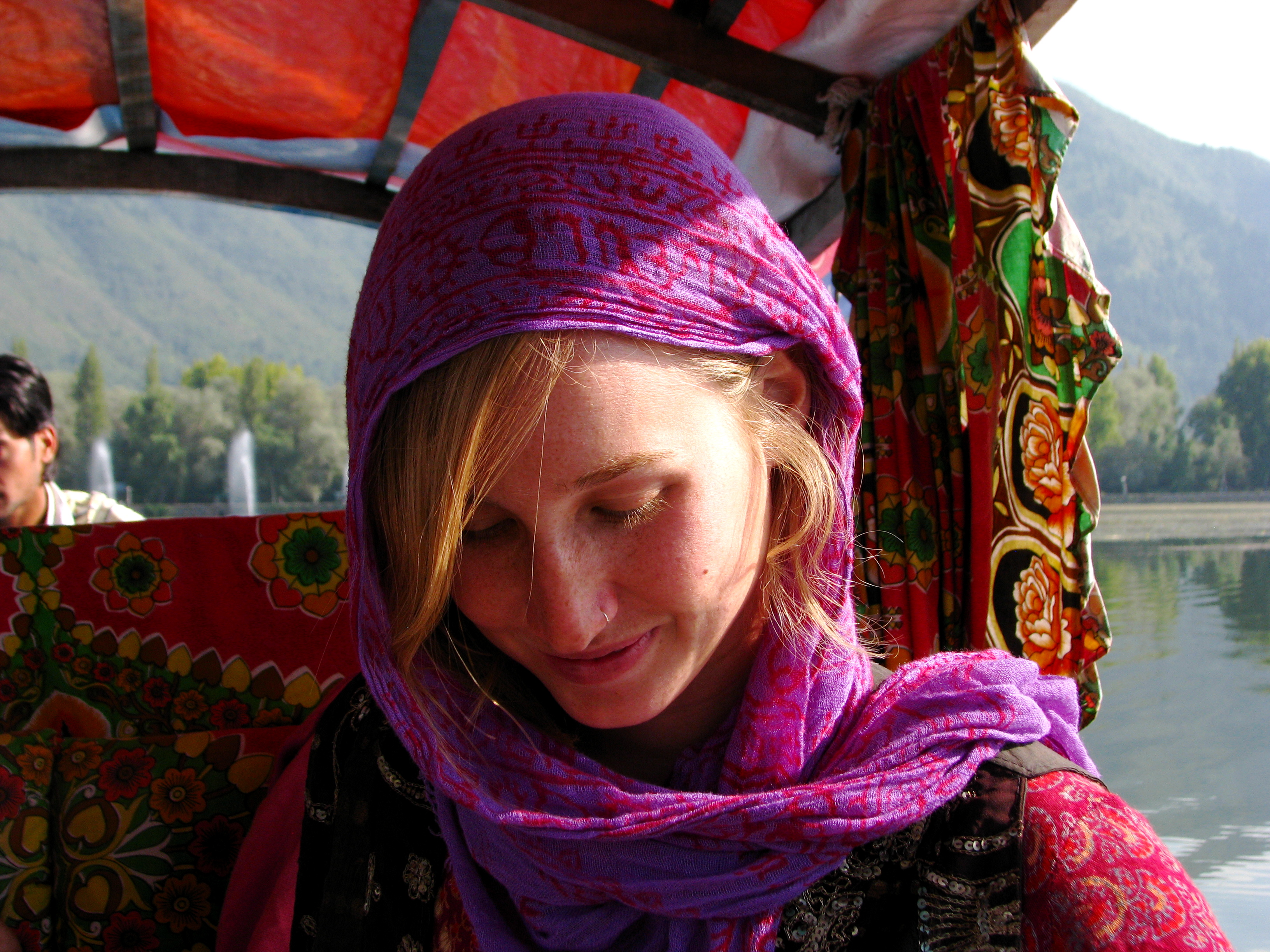
Туристы катаются в шикарах

Дал лежит посреди Сринагара, который связан с миром воздушными путями и автомобильными дорогами. Ближайший аэропорт расположен в 25 км от озера. Ближайшая железнодорожная станция в 30 в сторону Джамму. Магистраль NH1A соединяет Кашмир с остальной Индией. Местные жители предоставляют свои услуги для перемещения по озеру в шикарах.